# Kanonenjagdpanzer
Kanonenjagdpanzer (také Jagdpanzer Kanone 90 mm) byl německý stíhač tanků. Spolu s Jagdpanzer Jaguar 1 a Marder patří mezi úspěšné projekty užívané německým Bundeswehrem.
Postupem času bylo přes 160 stíhačů přezbrojeno z 90 mm kanónu na protitankové střely TOW.